# ミルドレッド・ドレッセルハウス
ミルドレッド・ドレッセルハウス（Mildred "Millie" Dresselhaus, 1930年11月11日 - 2017年2月20日）は、アメリカ合衆国の物理学者。ニューヨーク・ブルックリン出身。

## 経歴
1951年ニューヨーク市立大学ハンター校卒業、ハーバード大学大学院で研究した後、1953年にラドクリフ・カレッジから修士号、1958年にシカゴ大学から博士号を取得し、2年間コーネル大学で博士研究員となった。1967年からマサチューセッツ工科大学客員教授、1983年に同教授（物理学）に就任。1984年アメリカ物理学会会長、1998年アメリカ科学振興協会会長などを歴任し、2000〜2001年米国エネルギー省のナノテクノロジー研究開発を指導。クリントン政権のDOE科学技術庁長官を務めた。カーボンナノチューブの研究など、電子材料の構造と物性の相関性の研究で国際的リーダーとして活躍し、アメリカのエネルギー開発・研究にも深く関与した。

## 受賞歴
- 1990年 アメリカ国家科学賞
- 2000年 ワイツマン女性科学賞
- 2004年 IEEEファウンダーズメダル
- 2006年 ハロルド・ペンダー賞
- 2007年 ロレアル-ユネスコ女性科学賞
- 2008年 オリバー・E・バックリー凝縮系賞、エルステッド・メダル
- 2009年 ヴァネヴァー・ブッシュ賞
- 2010年 エンリコ・フェルミ賞
- 2012年 カヴリ賞
- 2013年 フォン・ヒッペル賞
- 2014年 全米発明家殿堂、大統領自由勲章
- 2015年 IEEE栄誉賞
- 2017年 ベンジャミン・フランクリン・メダル

## 参照
- Dresselhaus, M. S.
- MIT Tech Review: 追悼：MIT名誉研究教授ミルドレッド・ドレッセルハウスさん
- 「現代外国人名録2016」日外アソシエーツ